# بانک برمر
بانک برمر (انگلیسی: Bremer Bank) شرکت خدمات مالی و بانکداری آلمانی است، که در سال ۱۸۵۶ تأسیس شد.